# Graduale Cisterciense

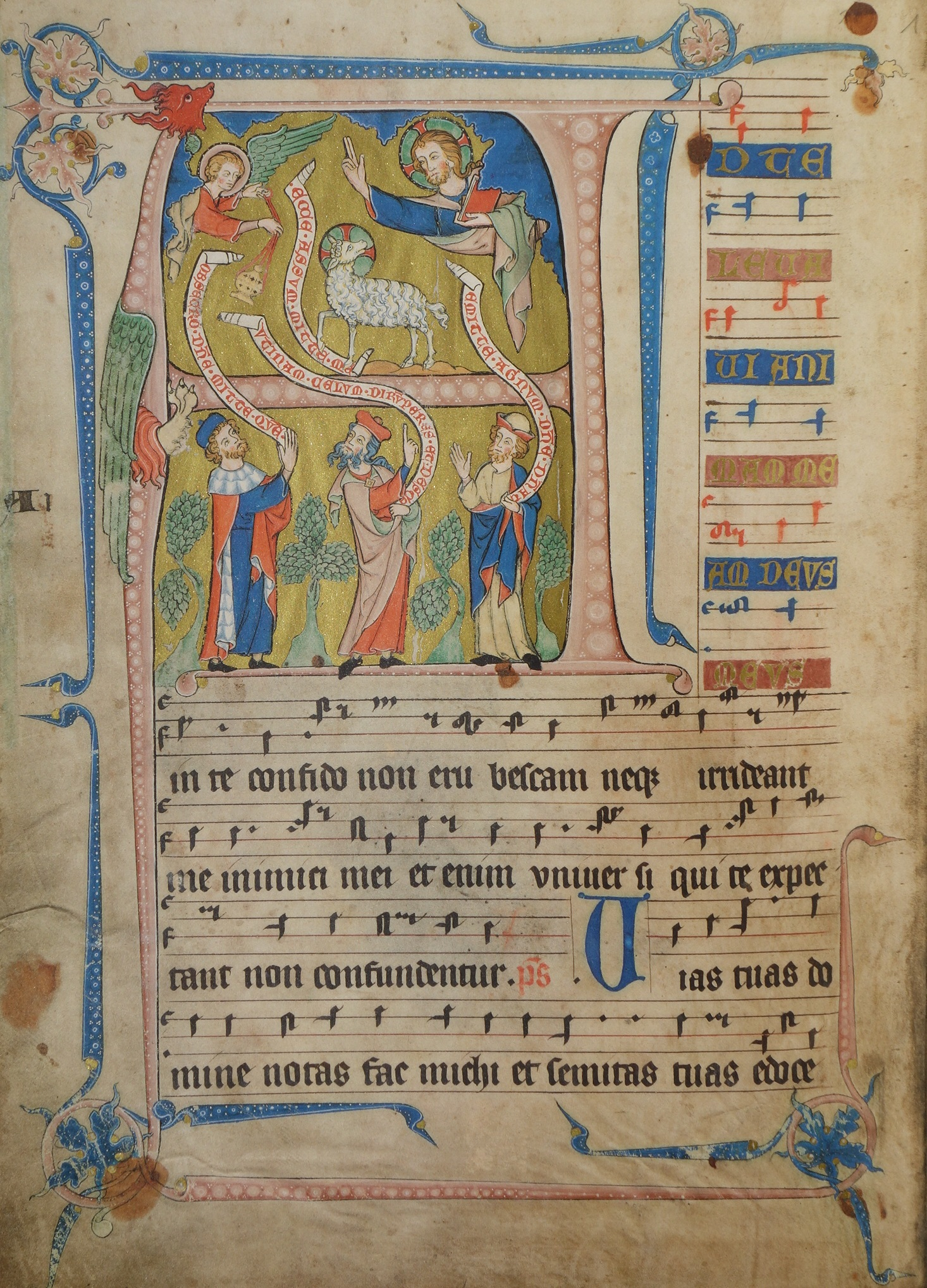
Mittelalterliches Zisterzienser-Graduale (Codex Gisle), Introitus zum 1. Advent

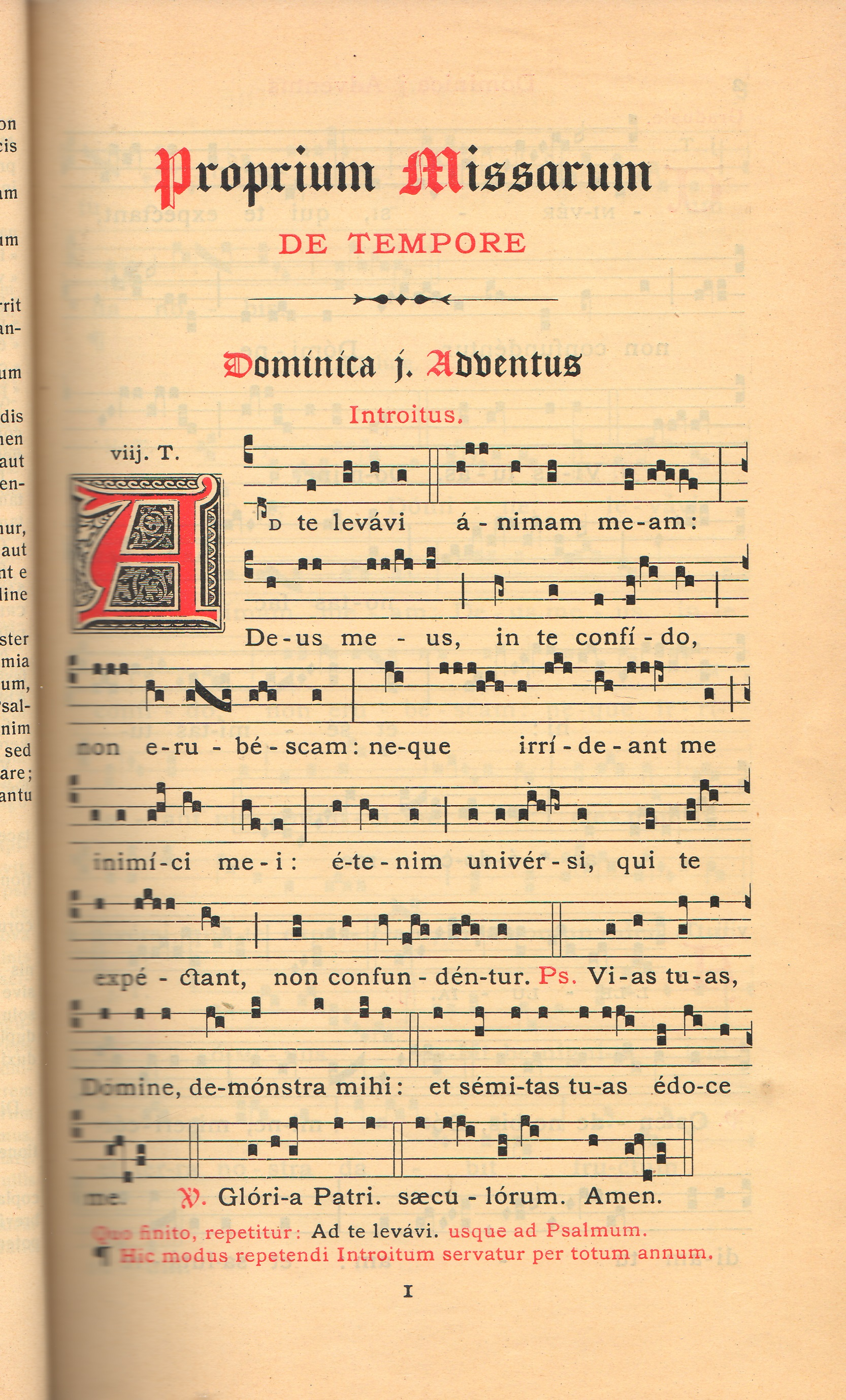
Graduale Cisterciense 1934, Introitus zum 1. Advent

Das Graduale Cisterciense ist das zentrale Choralbuch des Zisterzienserordens. Es enthält sämtliche Stücke des gregorianischen Chorals, die bei der Feier der Messe von Schola und Kantor zu singen sind, in Quadratnotation. Das entsprechende Buch für die Feier des Stundengebets ist das Antiphonale. Das Kyriale enthält hauptsächlich das Ordinarium der heiligen Messe.

## Geschichte
Ebenso wie bei allen anderen Orden sollten auch bei den Zisterziensern über alle Klöster hinweg Ritus, Liturgie und Gebräuche einheitlich sein. Mit diesem Ziel legte bereits in der Zeit, als Stephan Harding Generalabt war (1108–1133), ein Beschluss des Generalkapitels fest, welche Bücher als Abschrift aus dem Mutterkloster mitgenommen werden sollten, wenn sich Mönche zur Neugründung eines Tochterklosters auf den Weg machten. Zu dieser Mindestausstattung gehörte auch das Graduale.
Diese Tradierung von Mutter- zu Tochterkloster konnte jedoch die Einheitlichkeit über den ganzen Orden hinweg erst dann gewährleisten, wenn klar war, was Standard sein sollte. Allerdings handelte es sich in der Anfangszeit noch um Bücher aus Klöstern aus der Zeit vor der Gründung des Zisterzienserordens, so dass sich diese Bücher durchaus unterschieden. Daraus entstand das Bedürfnis, die liturgischen Bücher mit möglichst authentischen Texten und Melodien auszustatten.
Was das Graduale betrifft: Auch für den liturgischen Gesang der Zisterzienser sollte gelten, was die Ordensgründer für das monastische Leben forderten: Reinheit der Regel, Eintracht, Schlichtheit. Die Texte der Gesänge sollten im Vordergrund stehen und nicht von der Melodie überwuchert werden. Nach Ansicht der Mönche in Cîteaux entsprachen die in Cluny üblichen Gesänge, die in der monastischen Tradition der fränkisch-römischen Liturgie standen, nicht diesem Ideal. Daher veranlasste Stephan Harding bereits um 1109 eine erste Choralreform. Diese Reform nahm sich die vermeintlich authentischen Melodien des Gregorianischen Chorals, wie ihn die Metzer Schule überlieferte, zum Vorbild. Die Hymnen wurden dem Mailändischen Hymnar entnommen. Leider erwies sich diese Maßnahme als problematisch, so dass 1134 Bernhard von Clairvaux im Auftrag des Generalkapitels des Zisterzienserordens eine zweite Choralreform in Auftrag gab, wobei Textwiederholungen, fehlerhafte Stellen und nichtbiblische Stücke getilgt werden sollten. Die Revision der Melodien folgte soweit erkennbar vier theoretischen Prinzipien: 1. Der Ambitus (Tonumfang einer Melodie) wurde begrenzt, er durfte zehn Töne nicht überschreiten. – 2. Authentische und plagiale Tonarten sollten klar unterschieden und getrennt werden. – 3. Melismen (längere Melodien auf einer Silbe) und Texte wurden vereinfacht und z. T. bei Wiederholungen gestrichen. – 4. Durch die Transposition der Melodie eines ganzen Textes wurde das b-moll vermieden. Die Änderungen schufen eine auffällig schlichte Liturgie. Da die Noten auf das Vier-Linien-System des Guido von Arezzo aufgezeichnet wurden, machen auch die Codices einen gleichförmigen Eindruck.
Diese Choralreform fand 1147/48 ihren Abschluss, so dass die liturgischen Gesänge für den so genannten „Normcodex“ von Cîteaux zur Verfügung standen. Dieser Normcodex sollte alle Bücher enthalten, deren Einheitlichkeit gewährleistet werden sollte. Dies waren neben dem Graduale auch Missale (nach heutigem Verständnis eher ein Sakramentar), Epistolar, Evangelistar, Kollektar, Antiphonar, Regel, Hymnar, Psalter, Kalender (Martyrologium genannt), Gebräuchebuch und Brevier. Die Folge war, dass der Normcodex erst 1185 fertig wurde. Die Umschrift um das Inhaltsverzeichnis am Anfang der Handschrift begründet die Zusammenstellung wie folgt: „In diesem Band sind die liturgischen Bücher enthalten, die in unserem Orden keinesfalls in abweichender Form vorliegen dürfen, sie sind hierzu in einem Corpus zusammengefasst, und zwar besonders aus folgendem Grund: Dieses Buch soll als unveränderliches Normalexemplar dienen, um die Einheitlichkeit zu bewahren und Abweichungen in anderen Büchern zu korrigieren.“
Dieser Normcodex war im gesamten Orden bis in die Mitte des 17. Jahrhunderts gültig. Nach Einführung des Buchdrucks wurde bereits 1545 das notierte Zisterzienseroffizium basierend auf dem Normcodex vollständig in einer Druckausgabe zugänglich gemacht. Von der großen Liturgiereform Papst Pius’ V. Im 16. Jahrhundert nach dem Trienter Konzil wurden die Zisterzienser kaum berührt, denn ihr Eigenritus war bereits älter als 500 Jahre, so dass die Zisterzienser es beibehalten durften. Allerdings drangen doch langsam fremde Elemente ein und trotz des Vorbildcharakters des Normcodex zeigten die in verschiedenen Zisterzienserklöstern erstellten Bücher kleine oder größere Unterschiede, entweder durch Fehler beim Abschreiben bedingt oder bewusst eingefügt. Die Gradualien aus verschiedenen Klöstern unterscheiden sich beispielsweise recht häufig darin, welche Heiligenfeste enthalten sind – Unterschiede, die nicht nur durch Heiligenfeste erklärt werden können, die erst nach und nach dazukamen.
Die strengen Forderungen der zweiten Choralreform gaben aber auch immer wieder Anlass zur Kritik, so dass die Texte und Melodien der Hymnen, Antiphonen, Responsorien und Versikel Gegenstand zahlreicher weiterer Reformen waren: Im Laufe der Jahrhunderte legten die Generalkapitel in zahlreichen Beschlüssen Änderungen und Erweiterungen fest, die schrittweise in die liturgischen Bücher des Zisterzienserritus eingearbeitet wurden.
Nach Maßgabe des Generalkapitels bemühte sich beispielsweise im 17. Jahrhundert der Abt Claude Vaussin von Cîteaux (1608–1670), die verschiedenen Strömungen innerhalb des Ordens zu harmonisieren. Er veranlasste, dass der Zisterzienserchoral der Medicea angeglichen wurde. Zur Medicea, einer Choraledition um 1615, war es durch die immer weitergehende Vereinheitlichung der Melodien einzelner Traditionsstränge unter dem Einfluss der Buchdruckerkunst gekommen. Diese Liturgiereform resultierte vor allem im Rituale Cisterciense von 1689 (mit Neueditionen 1720, 1892 und 1949) und dem Missale cisterciense juxta Romani recogniti correctionem, Lutetiae Parisiorum : Cramoisy, 1657 (mit vielen weiteren Auflagen).
Diese vererbten Melodien sangen die Zisterziensermönche und -nonnen bis zur Mitte des 19. Jahrhunderts. Dann setzten wiederum Reform- bzw. Revisionsbestrebungen ein und die Zisterzienser von der strengen Observanz (Trappisten, OSCO) begannen damit, die alten Bücher zu rekonstruieren.
Derzeit wird von der Abtei Ste Marie de Boulaur (Frankreich, Koordination und Arbeit an/mit den Manuskripten) und dem Stift Heiligenkreuz (Österreich, Notensatz und Herausgabe) eine neue Ausgabe des Graduale Cisterciense vorbereitet, das sowohl der zisterziensischen Tradition als auch den Erfordernissen der Liturgiereform des II. Vatikanischen Konzils entspricht. Erste Druckfahnen sind bereits verfügbar.

## Ausgaben liturgischer Bücher des Zisterzienserordens
Bis 1945 wurden die Bücher von den Zisterziensern der strengen Observanz (Trappisten, OSCO) in Westmalle in Belgien herausgegeben, danach von den Mönchen des ursprünglichen Zisterzienserordens (OCist) im Stift Heiligenkreuz in Österreich. Alle Büchertitel nennen am Ende die Imprimatur des Generalabts, beim Graduale Cisterciense von 1934 heißt der vollständige Titel beispielsweise „Graduale Cisterciense auctoritate RR. D. Francisci Janssens abbatis generalis Sacri Ordinis Cisterciensis editum“.
| Jahr | Titel | Anmerkungen |
| ---- | --- | --- |
| 1860 | Graduale Cisterciense Nova editio, juxta anteriorem, sed multis mendis emendata, in qua continentur omnia, quæ in choro, pro missarum celebratione decantari debent; cum hymnis, antiphonis, versiculis et Psalmis ad tertiam et nonam spectantibus | |
| 1890 | Missale Cisterciense | |
| 1892 | Rituale Cisterciense ex Libro usuum definitionibus Ordinis et caeremoniali episcoporum collectum | Im Wesentlichen ein verbesserter Nachdruck des Zisterzienserrituale von 1689 und 1721. Herausgegeben in Lirinae. Titelseite |
| 1899 | Graduale Cisterciense | Digitalisat |
| 1909 | Hymnarium Cisterciense | Digitalisat, Einzelne Gesänge in moderner Quadratnotation                                                                   |
| 1934 | Graduale Cisterciense | Titelseite Einzelne Gesänge in moderner Quadratnotation                                                                     |
| 1947 | Antiphonarium Cisterciense | Digitalisat Zwei Gesänge daraus in moderner Quadratnotation                                                                 |
| 1948 | Kyriale Cisterciense | Digitalisat |
| 1952 | Hymnarium Cisterciense | |
| 1955 | Antiphonarii Cisterciensis pars prima VIGILIAS NOCTURNAS pro toto anni tempore complectens | Digitalisat |
| 1954 | Antiphonarii Cisterciensis pars altera HORAS DIURNAS pro toto anni tempore complectens | Digitalisat |
| 1960 | Graduale cisterciense | Texte des separat veröffentlichten Kyriale Cisterciense wurden weggelassen.                                                 |
| 1983 | Kyriale Cisterciense | |
| 2010 | Kyriale Cisterciense | |
| 2016 | Liturgia Horarum Ordinis Cisterciensis: Psalterium per duas hebdomadas distributum | ISBN 978-3-902694-83-6 |
| 2019 | Kyriale Cisterciense Editio Sancrucis et Ordo Missae | ISBN 978-3-902694-08-9 |